# Capnodis semisuturalis
Capnodis semisuturalis es una especie de escarabajo del género Capnodis, familia Buprestidae. Fue descrita científicamente por Marseul en 1865.